# Соснов, Георгий Акимович
Георгий Акимович Соснов — советский хозяйственный, государственный и политический деятель, Герой Социалистического Труда.

## Биография
Родился в 1895 году в поселке Горловка. Член КПСС с года.
С 1910 года — на хозяйственной, общественной и политической работе. В 1910—1957 гг. — ученик статистика, статистик, штейгер, заведующий участком, заведующий строительным отделом, старший штейгер, заведующий горными работами шахты № 8, заведующий техническим бюро Ленинского рудоуправления, инженерный работник на шахте № 1/3 «Кочегарка», главный инженер треста «Артёмуголь», начальник технического отдела комбината «Сталинуголь», начальник технического отдела треста «Молотовуголь», начальник технического отдела треста «Куйбышевуголь», главный инженер трестов «Артёмуголь» и «Калининуголь», начальник технического отдела комбината «Сталинуголь» Министерства угольной промышленности западных районов СССР, начальник отдела технического управления Министерства угольной промышленности СССР.
Указом Президиума Верховного Совета СССР от 28 августа 1948 года присвоено звание Героя Социалистического Труда с вручением ордена Ленина и золотой медали «Серп и Молот».
Умер в Москве в 1977 году.